# Djamel Amrani
Djamel Amrani (* 29. August 1935 in Sour El-Ghozlane, Algerien; † 2. März 2005) war ein algerischer Schriftsteller und Freiheitskämpfer.

## Leben
Seine Familie ließ sich 1952 in Algier nieder. Nach seinem Schulabschluss nahm er 1956 aktiv am Studentenstreik teil. Während der Schlacht von Algier 1957 wurde er verhaftet und gefoltert. Die Mitglieder seiner Familie wurden getötet. Nach seiner Entlassung aus dem Gefängnis wurde er nach Frankreich ausgewiesen.
In seinem ersten Buch Le Temoin (Der Zeuge) berichtet er 1960 über die Folter in Algerien, später produzierte er ein maghrebinisches Programm im französischen Fernsehen. Nach seiner Rückkehr machte er Lyriksendungen im algerischen Fernsehen.
2004 erhielt er vom chilenischen Präsidenten Ricardo Lagos die Pablo-Neruda-Medaille.

## Werke
- 1964: Soleil de notre nuit, préface de Henri Kréa, encres de Mohamed Aksouh – Éditions Subervie, Rodez
- 1964: Chants pour le Premier Novembre, avec des gravures de Abdallah Benanteur – Éditions d'art ABM, Paris
- 1968: Bivouac des certitudes – Éditions SNED, Alger
- 1972: Aussi loin que mes regards se portent... – Éditions SNED, Alger
- 1979: Jours couleur de soleil – Éditions SNED, Alger
- 1981: Entre la dent et la mémoire – SNED, Alger
- 1982: L'Été de ta peau – SNED, Alger
- 1983: La Plus haute source – ENAL, Alger
- 1985: Argile d'embolie – Ed. Laphomic, Alger
- 1985: Au jour de ton corps – ENAL, Alger
- 1986: Déminer la mémoire – ENAL, Alger
- 1989: Vers l'amont – ENAL, Alger
- 2000: Alger – Éditions Actes Sud, Arles ISBN 2-7427-3023-0
- 2001: Alger, un regard intérieur in La pensée de midi, n°4 – Éditions Actes Sud, Arles ISBN 2-7427-3357-4
- 2003: La Nuit du dedans – Éditions Marsa, Alger
- 2003: Œuvres choisies – Éditions ANEP, Alger